# Євгенія Максиміліанівна Лейхтенберзька
Євгенія Максиміліанівна Лейхтенберзька (рос. Евгения Максимилиановна Лейхтенбергская), також Євгенія Максиміліанівна Романовська (рос. Евгения Максимилиановна Романовская), після одруження Євгенія Ольденбурзька (нім. Eugenia von Oldenburg) (20 березня (1 квітня) 1845 — 4 травня 1925) — російська княжна з роду Романовських, герцогиня Лейхтенберзька, член російського імператорського дому, донька 3-го герцога Лейхтенберзького Максиміліана Жозефа та російської великої княжни Марії Миколаївни, дружина принца Олександра Ольденбурзького.
Багато займалася благодійністю. На її честь були названі кілька навчальних і соціальних закладів.
Володарка маєтку Рамонь у Воронезькій губернії у 1879—1908 роках.

## Біографія

### Дитинство та юність
Народилась 20 березня (1 квітня) 1845 року у Санкт-Петербурзі. Була четвертою дитиною та третьою донькою в родині 3-го герцога Лейхтенберзького Максиміліана Жозефа та його дружини Марії Миколаївни Романової. Росією в цей час правив її дід Микола I.

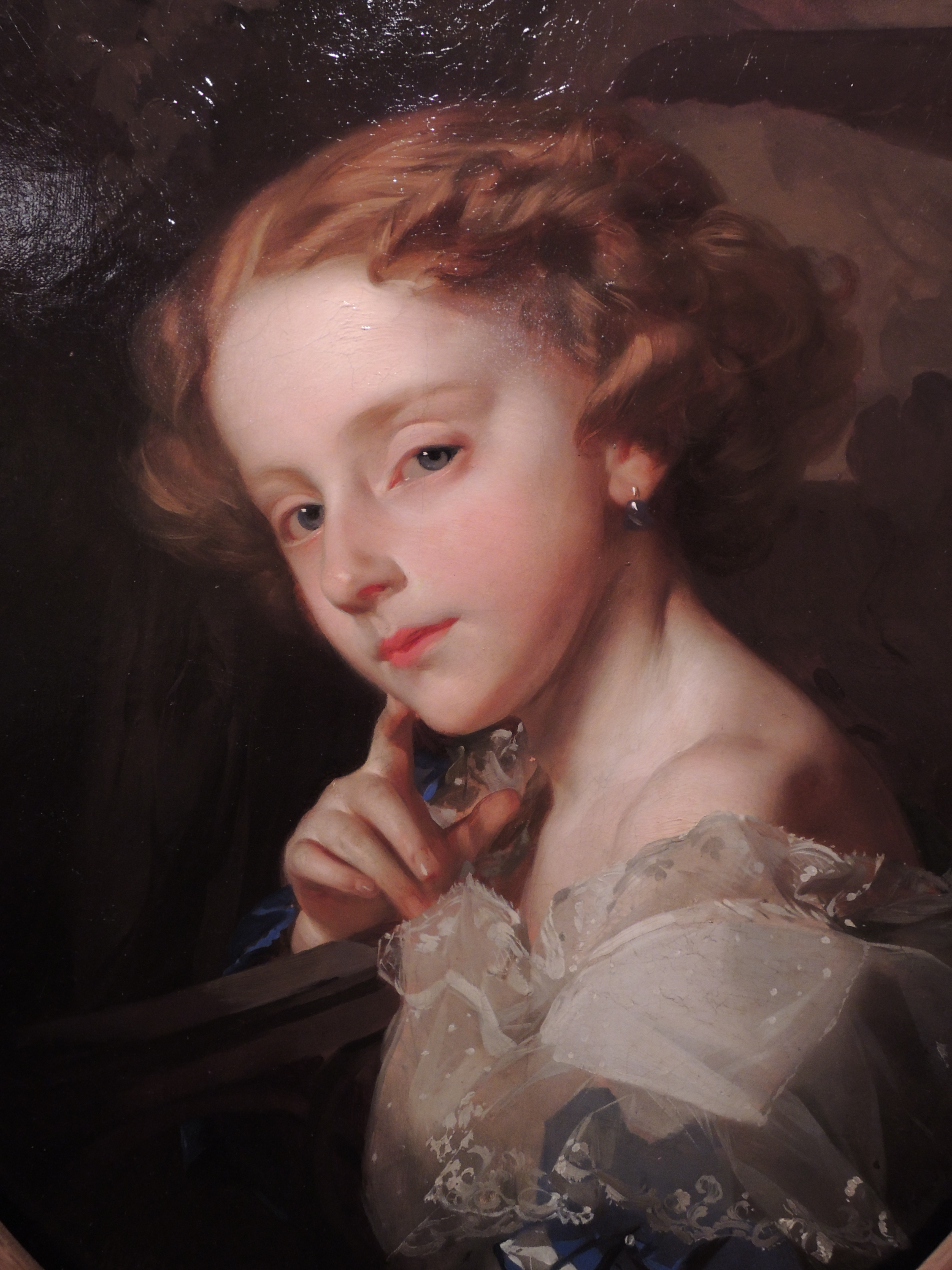
Ймовірний портрет Євгенії пензля Івана Макарова, 1852, музей-заповідник у Рибинську

Тітка Ольга Романова писала про її появу на світ:
|  | «Єдиними просвітами були у лютому та березні народження двох дітей. У Марі народився хлопчик Олександр, а у Мері — дівчинка Євгенія. Ці пологи були дуже складними: дитина з'явилася на три тижні раніше через переляк, який пережила мати... ... На щастя, дитина була дуже малою, і ця обставина врятувала життя Мері. Дівчинка була такою слабкою, що не могла харчуватися грудьми, і цілих шість тижнів сумнівалися в тому, чи вона виживе. У цій мініатюрній дитині була закладена велика енергія, вона повинна була жити та володіла, як це з'ясувалося потім, найсильнішим характером з усіх дітей Мері». |

Новонароджена мала старшу сестру Марію та брата Миколу. Ще одна сестра померла від коклюшу до її народження. Згодом сімейство поповнилося молодшими синами Євгеном, Сергієм і Георгієм.
Мешкала родина на Ісааківській площі в Петербурзі у Маріїнському палаці, який був центром світського життя столиці. Також їм належали палац Лейхтенберзьких у парку Сергіївка в Петергофі та маєток Іванівка у Тамбовській губернії.

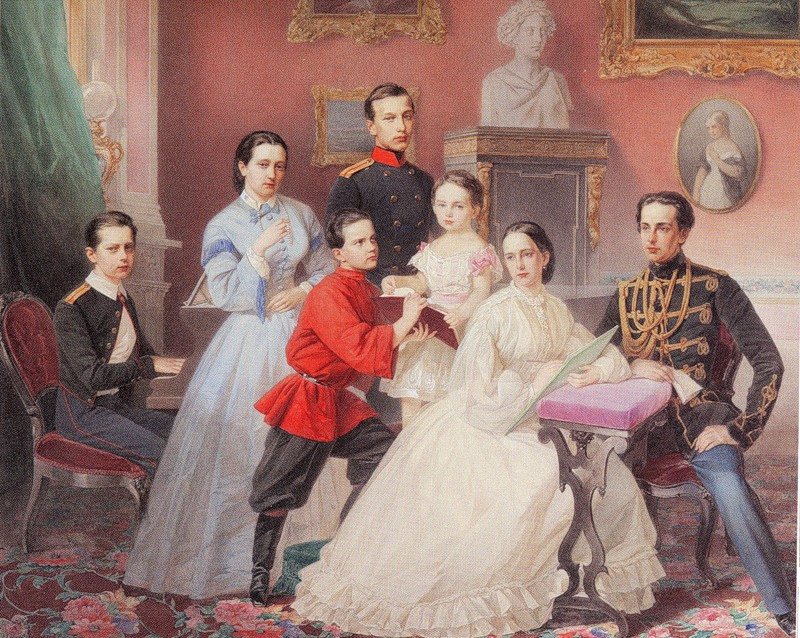
Євгенія із матір'ю та суродженцями на портреті роботи невідомого майстра, 1863

Батько полюбляв товариство вчених, сам цікавився наукою. Матір оточила себе діячами мистецтва й постійно запрошувала в гості Василя Жуковського, Петра Вяземського, Володимира Одоєвського, Володимира Соллогуба, Матвія Вієльгорського. Часто будинок навідували члени імператорського дому, сам Микола I бував там кожного дня в певний час. Влаштовувалися прийоми, бали, маскаради, концерти та спектаклі, які відвідувала вся петербурзька аристократія. Для дітей у палаці були відвідені приміщення на першому поверсі. Там же був великий рекреаційний зал, що використовувався для активного відпочинку та дитячих спортивних ігор. Взимку у саду завжди створювалася ковзанка.
Герцог Лейхтенберзький в останні роки життя багато хворів і у листопаді 1852 року його не стало. Євгенії на той час було 7 років. 6 (18) грудня 1852 року дітям померлого були даровані титули князів Романовських та предикати Імператорської Високості. Матір за кілька місяців узяла таємний морганатичний шлюб із Григорієм Строгановим. Від цього союзу Євгенія мала єдинокровну сестру Олену та брата Григорія, який прожив лише два роки. У 1856 році особливим імператорським Актом цей шлюб був визнаний законним, однак більшість членів імператорської родини прохолодно ставилася до молодого подружжя. Зрештою, Марія Миколаївна з новим чоловіком і дітьми більшість часу почали проводити за кордоном. Від 1862 року вона взагалі оселилася на віллі Кватро у Флоренції.
Діти Лейхтенберзьких мали між собою близькі відносини. Товаришували з кузенами з дому Романових. Їхнім вихованням займалися гувернери та педагоги-професіонали. Вихователькою Євгенії була Єлизавета Андріївна Толстая. Юна принцеса захоплювалася малюванням.
Взимку 1857 року Лев Толстой зустрівся з Євгенією в Женеві, про що згодом писав: «Враження, що залишилося у мене від Євгенії Максиміліанівни, таке гарне, миле, просте і людське, і все, що я чув і чую про неї, все так підтверджує це враження…».
Серед потенційних наречених для дівчини розглядали кронпринца об'єднаної Італії Умберто та баварського принца Людвіга. Останній був небожем короля Греції Оттона I та міг претендувати на його трон. Дружина православної віри мала навернути його до грецької релігії, щоб заспокоїти народ. Втім, ці проекти залишилися нереалізованими.

### Шлюбне життя

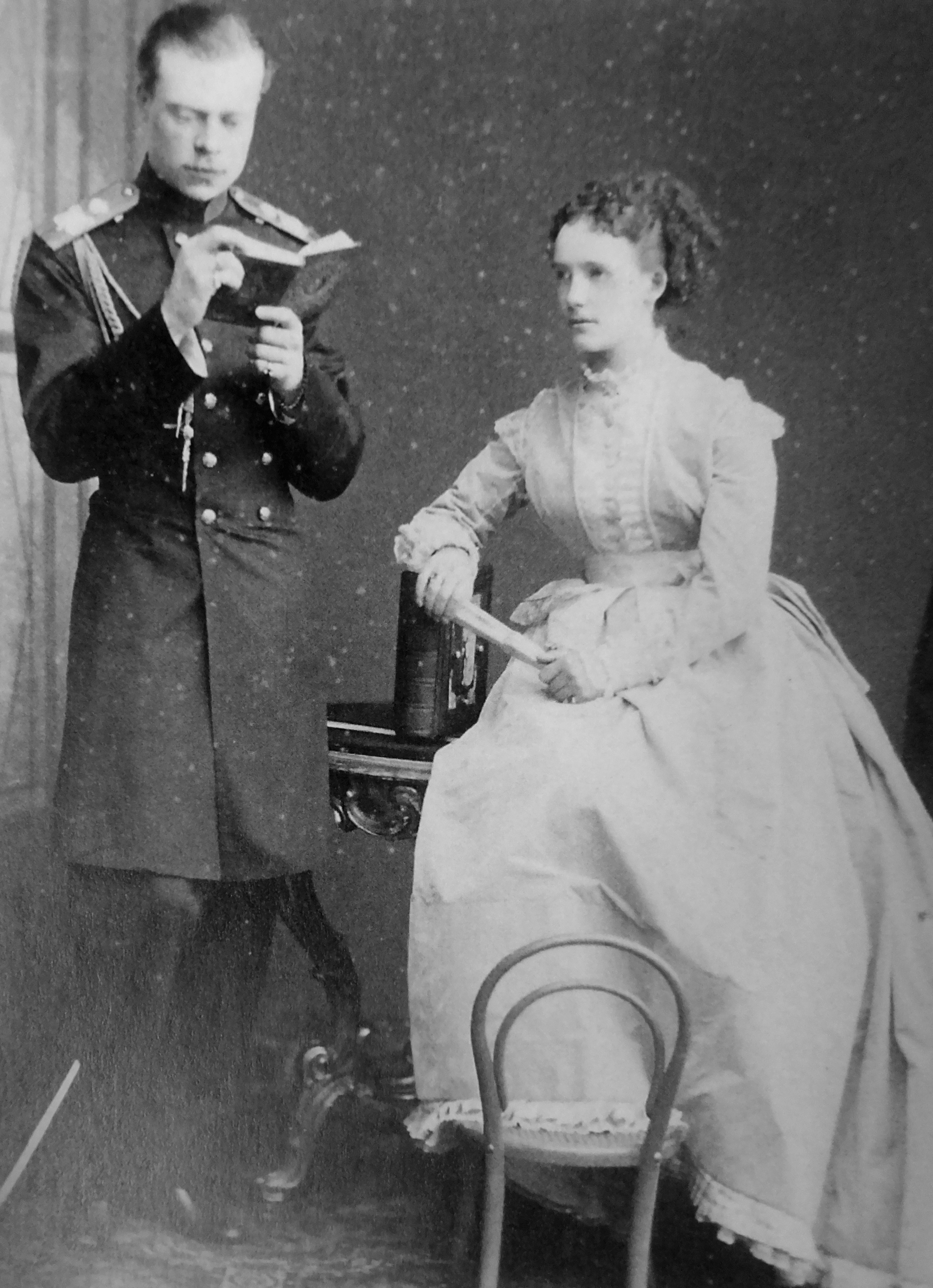
Світлина подружжя, 1870-ті

У 22 роки Євгенія взяла шлюб із 23-річним принцом Ольденбурзьким Олександром Костянтином Фрідріхом. Весілля відбулося 19 січня 1868 року в Зимовому палаці. Подружжя мало єдиного сина - Петера Фрідріха Георга (1868—1924), генерал-майор, літератор, був одружений з великою княжною Ольгою Романовою, згодом — з Ольгою Серебряковою, дітей не мав.
Мешкала родина в палаці за адресою Палацова набережна, 2, — Мільйонна вулиця, 1, який належав батьку Олександра — Петру Ольденбурзькому. Мали також дерев'яну дачу на Кам'яному острові, за адресою набережна Малої Невки, 11. В палаці часто організовувались пишні прийоми. На третьому поверсі будівлі, за проектом Г. Х. Штегемана, для Євгенії була створена православна церква в ім'я Пресвятої Богородиці, оскільки принци Ольденбурзькі продовжували сповідувати лютеранство.
Подружжя разом займалося благодійністю. Сімейне життя затьмарювалось проблемами сина Петра. Тендітний хлопець, вихований дідом, мав славу пристрасного гравця у карти і, як тактовно говорили у сіспільстві, «не цікавився жінками». Звістку про його заручини у 1901 році Євгенія прийняла з великою радістю. Після весілля молода пара оселилася окремо.
Принцесу Ольденбурзьку цінували за її гостинність, простоту в спілкуванні, освіченість і хороші манери. При дворі вона різко виділялася своєю екстравагантністю. Майже завжди носила напівчоловічий костюм-тайєр світло-сірого, бежевого або темно-синього кольорів.

### Громадське життя
Проявляла велику активність у громадському житті. Була покровителькою та попечителькою Притулку в пам'ять Марії та Катерини, відкритого у 1867 році коштом її свекора; Санкт-Петербурзького будинку милосердя з 1864 року, Різдвяної гімназії, заснованої у 1868 році як прогімназія; Петербурзької школи Імператорського Жіночого патріотичного товариства; Благодійного товариства при Санкт-Петербурзькій міській Калінкинській лікарні; Товариства боротьби із заразними хворобами; Товариства охорони здоров'я жінок у Санкт-Петербурзі, Максиміліанівської лікарні з 1894 року, Попечительства про бідних Різдвяної частини, Санкт-Петербурзького товариства заохочення жіночої художньо-ремісничої праці.

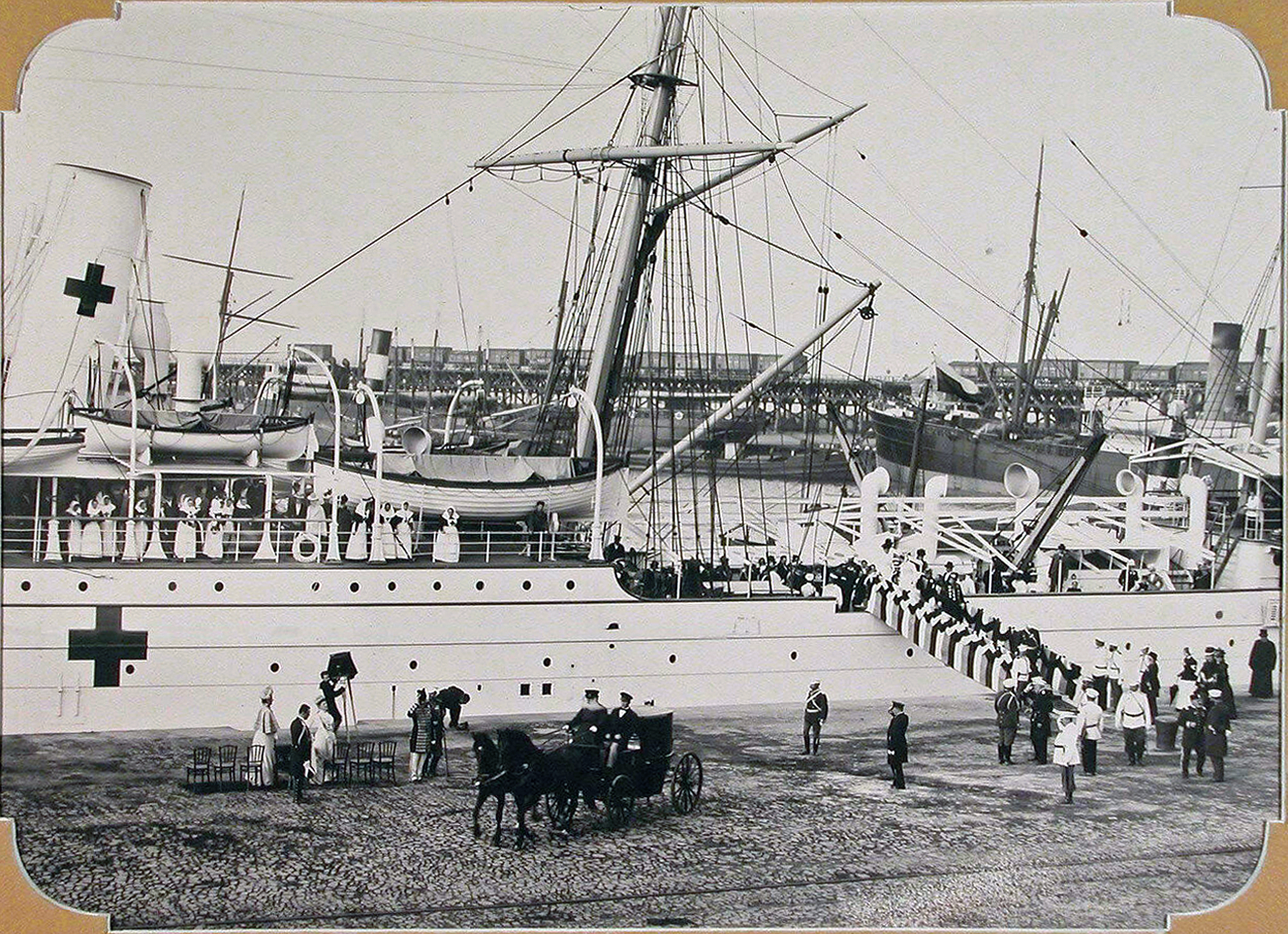
Принцеса Ольденбурзька провожає в дорогу плавучий шпиталь «Цариця», 1900

Як голова Жіночого комітету Товариства піклуючогося про в'язниці (з 1869 року) опікала Притулок для арештантських дітей-дівчаток (Євгеніївській притулок), пожертвуваши йому 8800 рублів, та Притулок для жінок, які виходять з місць позбавлення волі. У 1891 році разом зі статс-дамою Є. А. Наришкіною виступила з ініціативою створення Товариства піклування про сім'ї засланців-каторжан.
Була головою 2-го та 5-го Санкт-Петербурзьких комітетів Російського товариства Червоного Хреста, які у 1888 році злилися в єдиний; Комісії з управління Громади сестер милосердя святого Георгія та Свято-Троїцької громади сестер милосердя. З 1887 року була також покровителькою попечительського комітету про сестер Червоного Хреста, в завдання якого входила опіка сестер милосердя, які опинилися без занять після закінчення російсько-турецької війни. 7 січня 1893, в день 25-річчя від дня її одруження, громада Комітету була перейменована в Громаду святої Євгенії Червоного Хреста, яка також діяла під її заступництвом.
Була почесним членом Благодійного товариства догляду інтелігентних трудівниць, Царськосельського благодійного товариства, Першого дамського художнього гуртка, Санкт-Петербурзького товариства заохочення жіночої художньо-ремісничої праці, Товариства допомоги калікам, які навчаються майстерності та ремеслам у Санкт-Петербурзі, а також дійсним членом Хрестового благодійного товариства та Попечительства імператриці Марії Федорівни про глухонімих. Брала участь у справах Царскосельской громади сестер милосердя та Санкт-Петербурзького товариства «Ясла».
Була головою Комітету Товариства заохочення художників (Імператорське Товариство заохочення мистецтв; 1875—1915) і на цій посаді багато зробила для розвитку художньо-ремісничої освіти, зокрема, ініціювала відкриття дитячих художньо-ремісничих шкіл у робітничих районах Санкт-Петербургу та губернії, виробила положення про устрій художньо-промислових майстерень, заснувала художньо-промислові конкурси, розширила музей товариства. Надавала підтримку художникам В. М. Васнецову та О. М. Бенуа. Високо цінувала М. К.Реріха.
Була почесним головою Товариства сприяння жіночої сільськогосподарської освіти та Санкт-Петербурзького жіночого благодійно-тюремного комітету, беззмінною головою Російського товариства захисту жінок, заснованого у 1900 році, почесним президентом Імператорського Мінералогічного товариства, а також, з 1862 року, дійсним членом Ради Імператорського Жіночого патріотичного товариства. У 1910-ті стала головою Виконавчої комісії Російського товариства Червоного Хреста.
Була почесним членом Імператорського православного палестинського товариства та Імператорського Російського автомобільного товариства, заснованого у 1903 році.
Під час російсько-японської війни очолила Порт-Артурський «Комітет з надання допомоги пораненим солдатам і увічнення пам'яті полеглих». За свою діяльність була відзначена жіночим орденом «За сумлінну службу Батьківщині на ниві доброчинності та освіти».

### Володарка маєтку Рамонь
З 1880-х років теплу пору року проводила в маєтку Рамонь Тамбовської губернії, презентованому імператором разом із цукровим заводом і каменем «Бомарзунд», названим на честь російської фортеці на острові Аланд. Олександр II підписав документи на дарування викупленого ним маєтка 27 липня 1879 року саме там. Через деякий час «Бомарзунд» встановили на оглядовому майданчику біля садиби й навпроти цукрового заводу. Розповідали, що Євгенія дуже полюбляла сидіти на лавці біля цього каменю та милуватися прекрасним видом з пагорба. Серед родичі, які навідували подружжя Ольденбурзьких у воронезькому маєтку, був і великий князь Костянтин Костянтинович, який, вражений красою місцевості, написав про Рамонь вірша.

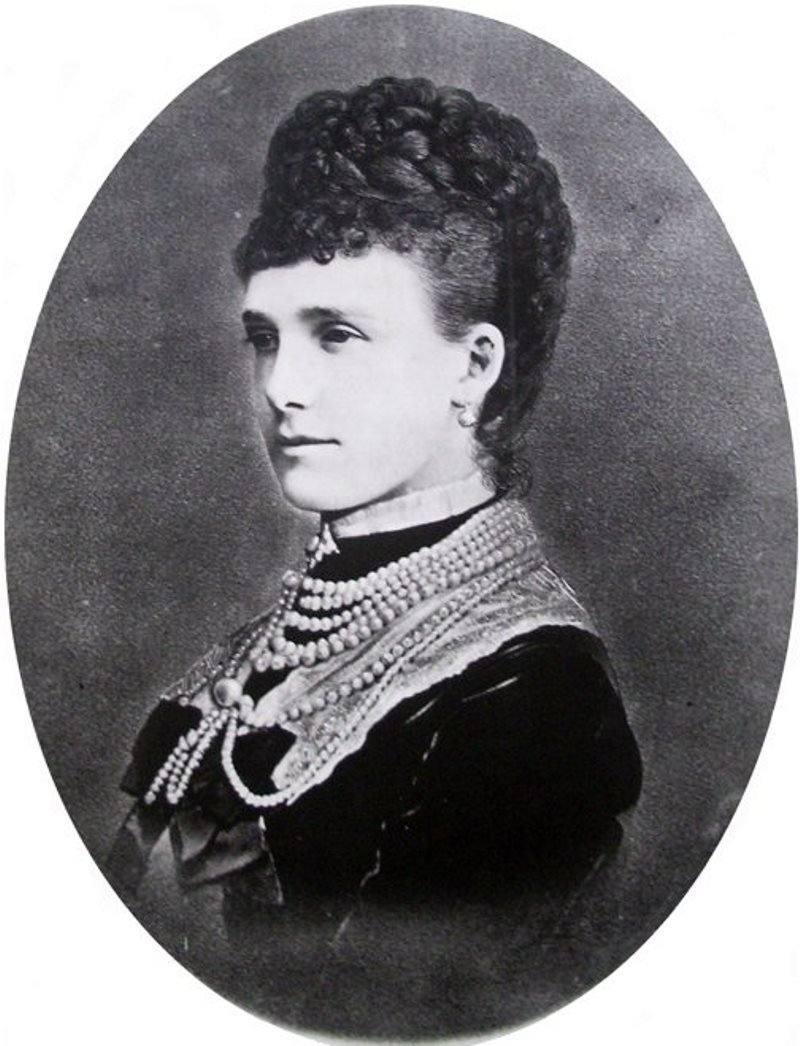
Світлина принцеси, 1880-ті

Принцеса розвернула активну господарську діяльність у своїх володіннях. У 1881 році на селі була відкрита «зразково влаштована школа» та лікарня, у 1883—1887 роках — зведений палац у «староанглійському стилі» для самої господині, у 1900 році — відкриті дитячі ясла, у 1901 році — проведена залізнична гілка зі станції Графська, що дозволило перевести цукровий завод з дров'яного палива на донецьке вугілля та забезпечити доставку дешевої сировини з Анненськой залізничної гілки.
Після знесення у 1880 році будівлі Туліновського цукрового заводу, були зведені нові заводські корпуси та здійснений перехід виробництва на дифузійну техніку із застосуванням пара. Продуктивність заводу була доведена до 150—200 центнерів цукру на добу. У 1891 році додатково до цукрово-піскового виробництва був відкритий рафінадний цех, який виробляв цукрові «голови» конусоподібної форми.
У 1900 році до заводу було прибудоване триповерхове приміщення, в якому відкрилася «Рамонська парова фабрика цукерок і шоколаду Її Імператорської Високості принцеси Євгенії Максиміліанівни Ольденбурзької». Зі столиць були виписані кваліфіковані майстри-кондитери, як підсобних робітників використовували рамонських селян і підлітків, а також жителів навколишніх сіл. За прейскурантом 1906 року фабрика виробляла до 400 найменувань солодощів. Продукція мала міжнародне визнання, на всесвітніх виставках у Брюсселі, Лондоні, Парижі нагороджувалась золотими медалями.
Шляхом покупки землі у сусідських поміщиків Євгенія збільшила площу маєтку з 3300 до 7000 десятин, перевела землеробство на 8-мипольну сівозміну; відкрила конезавод, килимові майстерні, обладнала псарню зі штатом кінологів, в якій були лікувальне та пологове відділення для собак, утримувала зразкову двоповерхову їдальню для робітників і гуртожиток для прибулих інженерів.
Для благоустрою була зведена водонапірна вежа, (у палаці був водопровід як з гарячою, так і з холодною водою), висаджені алеї, фруктові сади, розбиті клумби. На лівому березі річки Вороніж був створений звіринець. З Німеччини до нього привезли одинадцять оленів, які згодом стали родоначальниками нині існуючого стада оленів у Воронезькому заповіднику.
У 1891 році в Рамоні відбувся з'їзд агрономів Росії. Після великої пожежі 1902 року було побудоване нове робітниче селище з будинками під залізними дахами.

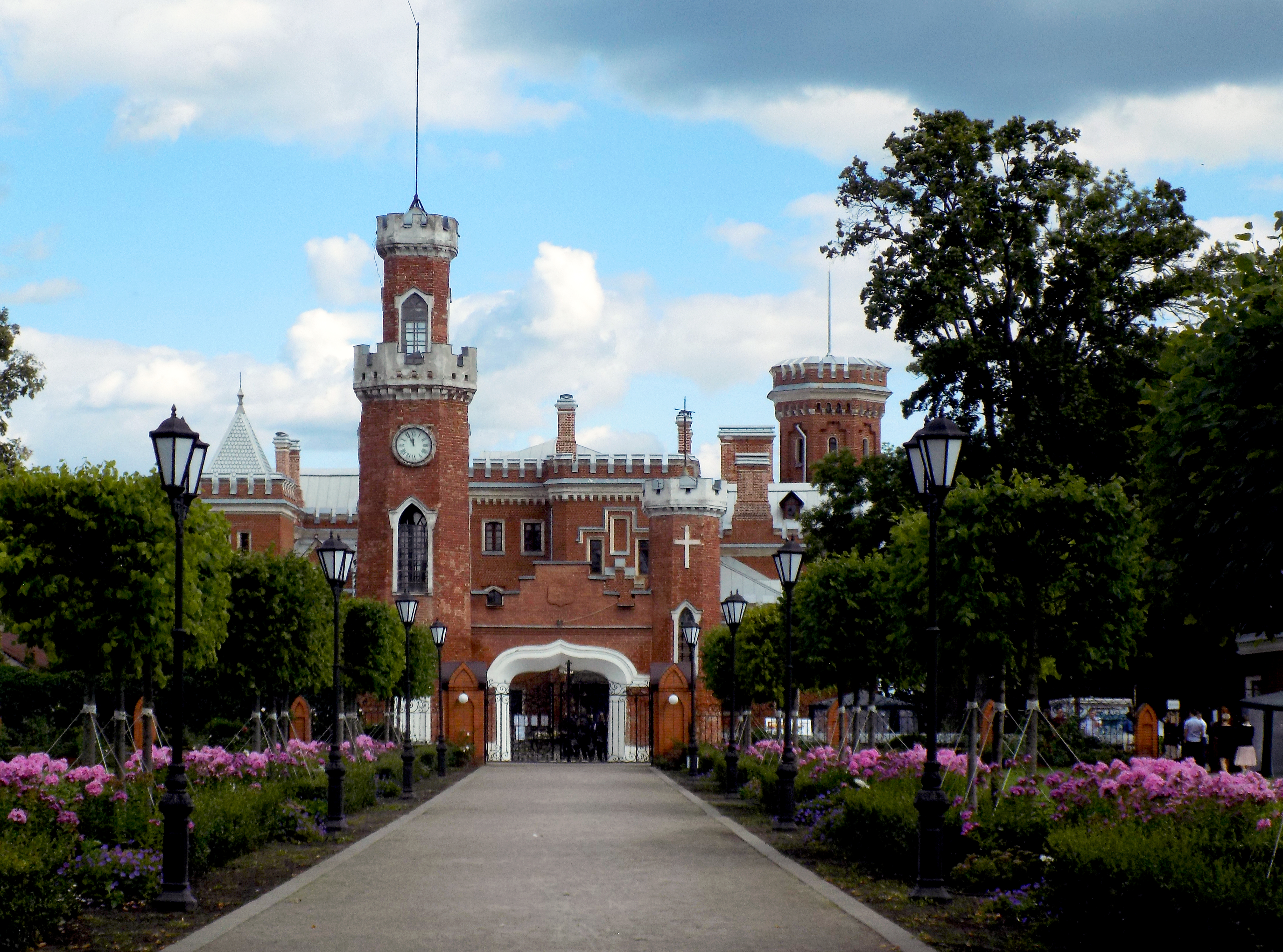
Світлина палацу Ольденбурзьких, 2020

Її син, в свою чергу, створив «дослідне поле», на якому, за допомогою провідних фахівців сільського господарства, ставилися експерименти. У 1902—1907 роках поле входило до складу «дослідних полів» Всеросійського товариства цукрозаводчиків.
На облаштування замку принцеса також не шкодувала коштів, наповнюючи його прекрасними меблями та предметами мистецтва. Особливою витонченістю вирізнялася бібліотека, де всі дерев'яні частини стелі у давньогерманському стилі представляли собою чудовий живопис, виконаний Євгенією власноруч методом випалювання. В одній із кімнат у трьох кутах принцеса випалила сімейні ініціали — О. Є. П. — Олександр, Євгенія, Петро.
У Воронежі жінка очолила губернське благодійне товариство. Головувала на урочистостях з нагоди відкриття Воронезького губернського музею. Протегувала Задонській ремісничій школі. При відкритті у жовтні 1889 року сільськогосподарської школи в селі Конь-Колодезь заснувала для учнів стипендію імені «Її імператорської Високості принцеси Ольденбурзької».
В результаті махінацій управляючого Коха, маєток заборгував велику суму грошей. У 1908 році земля, цукровий завод і цукеркова фабрика перейшли у власність Головного управління наділів. Петро Ольденбурзький залишився у замку, старше ж покоління залишило Рамонь назавжди.

### Останні роки

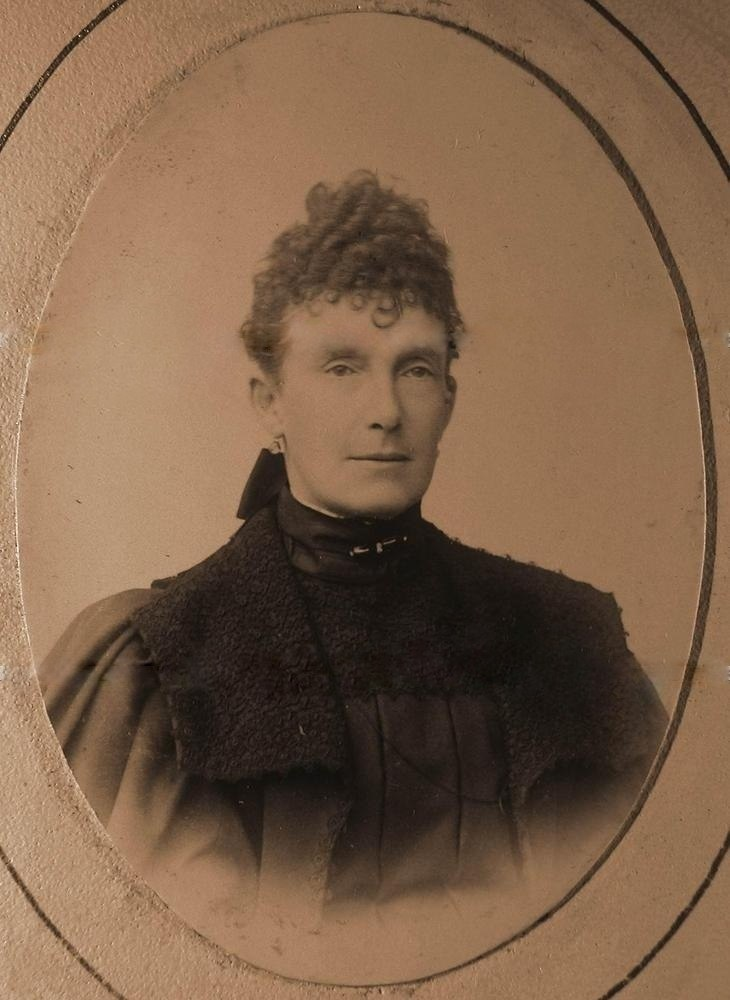
Світлина Євгенії Максиміліанівни у похилому віці

У 1906—1910 роках подружжя Ольденбурзьких часто зупинялося в Біарриці протягом зимового та весіннього сезонів.
У 1900-х Євгенія Максиміліанівна важко захворіла та втратила змогу самостійно пересуватися.
З 1915 року пара проводила літні місяці у Фінляндії у новозбудованому маєтку, названому Береговий замок (фін. Ruokolahden Rantalinna), поблизу містечка Руоколахті.
Після падіння імперії подружжя принесло присягу Тимчасовому уряду, але вже у квітні 1917 року виїхало до свого маєтку у Фінляндії. Повернутися вони не сподівалися: їхнім багажем були два автомобіля, яхта, меблі з дачі на Кам'яному острові. Із Ольденбурзькими приїхала прислуга та особистий лікар Давидов, який спостерігав за станом здоров'я Євгенії Максиміліанівни, розбитої паралічем. Для нього побудували окремий дерев'яний будинок. Восени до батьків долучився син Петро, шлюб якого з великою княжною у попередньому році був анульований. Втім, в маєтку пробули недовго, і незабаром сімейство виїхало до Франції.
Палац у Петербурзі було продано у вересні 1917 року за 1 500 000 рублів Тимчасовому уряду, який, в свою чергу, передав його Міністерству освіти. Зібрану родиною колекцію творів мистецтва віддали Ермітажу.
З 1921 року подружжя Ольденбурзьких мешкало на старій віллі Машлон у Біарриці, збудованій ще у XVIII столітті. Також їм належала вілла Cure Etchen у департаменті Ланди. Петро Ольденбурзький оселився в околицях Байонни на власній фермі неподалік від батьків та навідував їх щотижня. Займався сільським господарством і літературою. В останні два роки життя був одруженим з Ольгою Серебряковою, донькою промисловця і дійсного таємного радника В. О. Ратькова-Рожнова. У 1923 році у нього знайшли важку форму туберкульозу і на початку березня 1924-го принц пішов з життя в Антібі. Матір не змогла приїхати на його похорон через стан здоров'я.
Сама Євгенія Максиміліанівна померла 4 травня 1925 року у Біарриці. Чоловік пережив її на сім років. Обоє поховані на цвинтарі Сабау в Біарриці.

## Нагороди
- Великий хрест ордену Святої Катерини (Російська імперія) (28 квітня 1845).